# ایستگاه متروی شهدای عادل‌آباد
ایستگاه شهدای عادل آباد سومین ایستگاه خط ۲ متروی شیراز است.
برای احداث ایستگاه شهدای عادل‌آباد ۶۷۰ میلیارد تومان هزینه شده است. این ایستگاه در محله عادل‌آباد شیراز قرار دارد و این ایستگاه در ۹ شهریور ۱۴۰۲ افتتاح شد.

## مسیرهای ایستگاه
- بلوار عدالت

## محله‌های ایستگاه
- عادل‌آباد
- فرگاز شیراز
- زندان عادل‌آباد